# Why Don’t You Do Right?
«Why Don’t You Do Right?» (с англ. — «Почему ты делаешь это неправильно») — американская песня под влиянием блюза и джаза, авторство которой обычно приписывают Канзасу Джо Маккою.
В 1936 году джаз-бэнд Harlem Hamfats записал эту песню под названием «Weed Smoker’s Dream». В оригинальном релизе Decca Records авторами были указаны как Джо Маккой и Херб Моран. Позже Маккой переписал песню, уточнив композицию и текст. Новая мелодия под настоящим названием была записана Лил Грин в 1941 году, с гитарой Уильяма Брунзи. Запись стала джазовым и блюзовым хитом.
Одна из самых известных версий песни была записана Пегги Ли и Бенни Гудманом 27 июля 1942 года в Нью-Йорке. Включённая в фильм 1943 года «Солдатский клуб», она разошлась тиражом более миллиона копий и привлекла к певице внимание всей страны. «Почему ты не поступаешь правильно?» занял четвертое место в чартах Billboard и Harlem Hit Parade. Ли часто заявляла, что запись Грин оказала влияние на её музыку.
Песня в исполнении Лил Грин отнесена в 2024 году Blues Foundation к классике блюзовых записей и введена в Зал славы блюза 